# Белатор MMA
Белатор MMA (на английски: Bellator MMA, известна преди като Bellator Fighting Championships) е американска компания промоутър на мачове по смесени бойни изкуства, съществувала в периода 2008 – 2025 г. Базирана е в Санта Моника, Калифорния, САЩ, и е собственост и дъщерно дружество на Viacom. Това бе вторият по престиж промоутър на ММА битки в света, след UFC, и разполага с много от атлетите в най-горния ешелон.
За своето съществуване промоцията провежда 313 номерирани събития. В един момент Bellator бе смятана за втората по големина ММА промоция в САЩ и за една от най-големите промоции на бойни спортове в света. Paramount Global (бивш Viacom) закупи мажоритарната собственост върху Bellator от Rebney през 2011 г., като телевизионните мрежи на Paramount служат като медийни разпространители на промоцията в Съединените щати. На 20 ноември 2023 г., след като тогава излъчваното у дома Showtime обяви прекратяването на своето спортно подразделение, Bellator MMA беше придобито от Професионалната бойна лига (PFL).

## История
Компанията е основана през 2008 г. Думата Bellator е с латински произход и означава „войн“. Първото събитие, организирано от компанията, се провежда през 2009 г. Към юни 2019 г. е поредното 222-ро издание.

### Българско участие
На 15 март 2011 г. Благой Иванов – Багата подписва договор с Белатор MMA, където се състезава до преминаването си на 24 януари 2015 г. в World Series of Fighting (WSOF), настояща Profesional Fighter League (PFL). В 10-и сезон на турнира Bellator губи на финала в тежка категория.

## Категории
| Дивизия                        | Теглови лимит | Пол         |
| ------------------------------ | ------------- | ----------- |
| Тежка (Heavyweight)            | 120,2 кг      | Мъже        |
| Лека тежка (Light Heavyweight) | 93,0 кг       | Мъже        |
| Средна (Middleweight)          | 83,9 кг       | Мъже        |
| Полусредна (Welterweight)      | 77,1 кг       | Мъже        |
| Лека (Lightweight)             | 70,3 кг       | Мъже        |
| Перо (Featherweight)           | 65,8 кг       | Мъже и жени |
| Петел (Bantamweight)           | 61,2 кг       | Мъже и жени |
| Муха (Flyweight)               | 56 кг         | Жени        |
| Сламка (Strawweight)           | 48 – 52,2 кг  | Жени        |